# Leonora Speyer
Leonora Speyer, Lady Speyer (nascida von Stosch) (Washington, D.C., 7 de novembro de 1872 - Nova Iorque, 10 de fevereiro de 1956) foi uma poetisa e violinista americana.

## Biografia

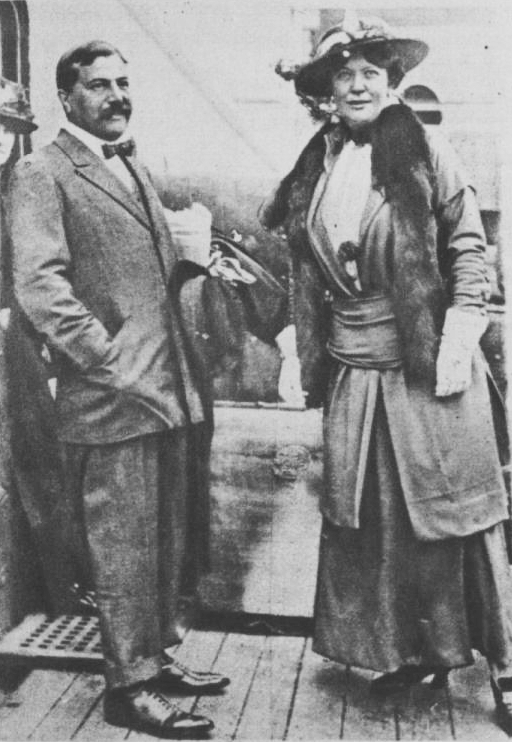
Leonora Speyer e seu marido, Sir Edgar Speyer, por volta de 1921

Leonora estudou música em Bruxelas, Paris e Leipzig, e tocou violino profissionalmente sob a batuta de Arthur Nikisch e Anton Seidl, entre outros. Ela se casou com Louis Meredith Howland em 1894, mas eles se divorciaram em Paris em 1902. Ela então se casou com o banqueiro Edgar Speyer (mais tarde Sir Edgar), de Londres, onde o casal viveu até 1915.
Sir Edgar tinha ascendência alemã e após ataques antialemães contra ele naquele ano, eles se mudaram para os Estados Unidos e fixaram residência em Nova Iorque, onde Leonora começou a escrever poesia. Ela ganhou o Prêmio Pulitzer de Poesia de 1927 por seu livro de poesia Fiddler's Farewell.
Ela teve quatro filhas: Enid Howland com seu primeiro marido e Pamela, Leonora e Vivien Claire Speyer com seu segundo marido.